# Vall de Montesa

Valle de Montesa desde el Alt de la Creu (Vallada).

La Vall de Montesa es una comarca histórica de la provincia de Valencia en la Comunidad Valenciana, España. Actualmente se encuentra integrada en la comarca de La Costera. Formaban parte de la misma los actuales municipios de Fuente la Higuera, Mogente, Montesa, y Vallada. Aparece en el mapa de comarcas de Emili Beüt "Comarques naturals del Regne de València" publicado en el año 1934.